# Luttange
Luttange és un municipi francès, situat al departament del Mosel·la i a la regió del Gran Est. L'any 2007 tenia 885 habitants.

## Demografia

### Població
El 2007 la població de fet de Luttange era de 885 persones. Hi havia 296 famílies, de les quals 36 eren unipersonals (20 homes vivint sols i 16 dones vivint soles), 84 parelles sense fills, 160 parelles amb fills i 16 famílies monoparentals amb fills.
La població ha evolucionat segons el següent gràfic:
Habitants censats

### Habitatges
El 2007 hi havia 324 habitatges, 301 eren l'habitatge principal de la família, 6 eren segones residències i 17 estaven desocupats. 292 eren cases i 28 eren apartaments. Dels 301 habitatges principals, 262 estaven ocupats pels seus propietaris, 34 estaven llogats i ocupats pels llogaters i 5 estaven cedits a títol gratuït; 2 tenien una cambra, 3 en tenien dues, 24 en tenien tres, 69 en tenien quatre i 203 en tenien cinc o més. 258 habitatges disposaven pel capbaix d'una plaça de pàrquing. A 80 habitatges hi havia un automòbil i a 203 n'hi havia dos o més.

### Piràmide de població
La piràmide de població per edats i sexe el 2009 era:
| Homes | Edats   | Dones |
| ----- | ------- | ----- |
| 0     | 95 o +  | 0     |
| 0     | 90 a 94 | 4     |
| 8     | 85 a 89 | 0     |
| 0     | 80 a 84 | 16    |
| 8     | 75 a 79 | 8     |
| 4     | 70 a 74 | 8     |
| 16    | 65 a 69 | 12    |
| 8     | 60 a 64 | 20    |
| 24    | 55 a 59 | 12    |
| 20    | 50 a 54 | 16    |
| 32    | 45 a 49 | 32    |
| 20    | 40 a 44 | 36    |
| 28    | 35 a 39 | 16    |
| 44    | 30 a 34 | 56    |
| 28    | 25 a 29 | 16    |
| 16    | 20 a 24 | 8     |
| 44    | 15 a 19 | 36    |
| 16    | 10 a 14 | 28    |
| 24    | 5 a 9   | 40    |
| 28    | 0 a 4   | 28    |

## Economia
El 2007 la població en edat de treballar era de 599 persones, 430 eren actives i 169 eren inactives. De les 430 persones actives 405 estaven ocupades (231 homes i 174 dones) i 25 estaven aturades (8 homes i 17 dones). De les 169 persones inactives 39 estaven jubilades, 66 estaven estudiant i 64 estaven classificades com a «altres inactius».

### Ingressos
El 2009 a Luttange hi havia 305 unitats fiscals que integraven 904 persones, la mediana anual d'ingressos fiscals per persona era de 19.115,5 €.

### Activitats econòmiques
Dels 26 establiments que hi havia el 2007, 3 eren d'empreses extractives, 1 d'una empresa alimentària, 3 d'empreses de fabricació d'altres productes industrials, 3 d'empreses de construcció, 4 d'empreses de comerç i reparació d'automòbils, 1 d'una empresa de transport, 2 d'empreses d'hostatgeria i restauració, 3 d'empreses d'informació i comunicació, 1 d'una empresa immobiliària, 3 d'empreses de serveis, 1 d'una entitat de l'administració pública i 1 d'una empresa classificada com a «altres activitats de serveis».
Dels 4 establiments de servei als particulars que hi havia el 2009, 1 era una oficina de correu, 1 paleta, 1 fusteria i 1 restaurant.
L'únic establiment comercial que hi havia el 2009 era una fleca.
L'any 2000 a Luttange hi havia 16 explotacions agrícoles que ocupaven un total de 1.136 hectàrees.

## Equipaments sanitaris i escolars
El 2009 hi havia 1 escola maternal i 1 escola elemental.

## Poblacions més properes
El següent diagrama mostra les poblacions més properes.